# La tierra (telenovela)
La tierra es una telenovela histórica, dirigida por Ignacio Rubiell, producida por Ernesto Alonso para la cadena Televisa en 1974. Fue protagonizada por Claudia Islas y Enrique Lizalde, con las actuaciones antagónicas de Ernesto Alonso y Jorge Luke, además de contar con las actuaciones estelares de Rita Macedo, Carmen Montejo, Héctor Sáez,  José Alonso, Lucía Méndez y Raquel Olmedo, entre otros.
La telenovela se sitúa en la época de los cristeros, un famoso movimiento a favor de la Independencia de México. 

## Argumento
En un tumultoso México de mediados de la década de los veinte vive Don Antonio, un poderoso terrateniente de carácter déspota y tirano, en compañía de su esposa Doña Consuelo y sus cuatro hijos: Lucía, Alberto, Juan y Olivia. Diversos conflictos se suscitan dentro de la familia: Lucía, la hija rebelde, se enamora de un cristero, Hilario, pese a la oposición de su padre. Sin embargo, Hilario terminará dejando a Lucía por otra mujer, Gabriela, desconsolando a la joven.
Pero es Juan el que mueve los hilos en la familia. Él acaba de ser ordenado sacerdote, y como tal está dispuesto a ejercer de mediador y orador ante el peligroso escenario y la inminente guerra que se avecina. Lo que el Padre Juan no sabe es que su padre oculta un gran secreto, que está relacionado con él y el cual se devela en el transcurso de la historia: Juan no es el hijo de Consuelo y Antonio, sino de este y una mujer de pueblo, Cordelia. Cuando el Padre Juan se marcha a la guerra para servir de ayuda espiritual Cordelia lo acompaña, trabajando como soldadera, en su trabajo encontrará a una gran amiga, Raymunda. Sin embargo, la tragedia golpeará nuevamente a Cordelia cuando su hijo reciba un disparo y muera en sus brazos.
Pero otros personajes sí obtendrán su "final feliz", como Lucía, quien después del desengaño de Hilario encontrará de nuevo el amor con un joven rico, Álvaro. Y a pesar de que Hilario se arrepiente y trata de volver con Lucía, hasta conseguirla llevarla al altar, ella se dará cuenta que ya no lo ama y que su verdadero amor es Álvaro, con quien finalmente se casará.

## Elenco
- Claudia Islas - Lucía
- Enrique Lizalde - Álvaro
- Ernesto Alonso - Don Antonio
- Rita Macedo - Doña Consuelo
- Jorge Luke - Hilario
- Héctor Sáez - Padre Juan
- José Alonso - Alberto
- Lucía Méndez - Olivia
- Carmen Montejo - Cordelia
- Raquel Olmedo - Raymunda
- Irma Serrano - Martina
- Norma Lazareno - Gabriela
- Aarón Hernán - Nacho
- Rebeca Silva - Blanca
- Martha Zavaleta - Petra
- Eric del Castillo - Estrada
- Ricardo Mondragón - Don Lupe
- Roberto Antúnez - Marianito
- José Antonio Ferral - Marcelo
- Alfonso Meza - Alfonso
- Arsenio Campos - Carlos
- Gustavo Rojo
- José Chávez Trowe - Reyes
- Noé Murayama - Fernando
- Kiki Herrera Calles - Rosaura
- Oscar Morelli - Ornelas
- Raúl Mena - Jacinto
- Armando Acosta - Odilón
- Carlos Agostí - Rafael
- Guillermo Zarur - Don Fermín
- Miguel Manzano
- Florinda Meza
- César Bono
- Pedro Regueiro
- Victorio Blanco
- Ponciano del Castillo